# Mount Liard
Mount Liard är ett berg i Antarktis. Det ligger i Östantarktis. Australien gör anspråk på området. Toppen på Mount Liard är 1 770 meter över havet, eller 414 meter över den omgivande terrängen. Bredden vid basen är 3,0 km.
Terrängen runt Mount Liard är huvudsakligen kuperad, men västerut är den bergig. Trakten är obefolkad. Det finns inga samhällen i närheten.